# هنري دانييل
هنري دانييل (بالإنجليزية: Henry Daniel)‏ (و. 1786 – 1873 م) هو سياسي، ومحامي من الولايات المتحدة الأمريكية. ولد في مقاطعة لويزا.
وهو عضو في الحزب الديمقراطي الأمريكي.